# Kariá (ort i Grekland, Grekiska fastlandet)
Kariá (Karya) är en ort i Grekland.   Den ligger i prefekturen Fthiotis och regionen Grekiska fastlandet, i den centrala delen av landet, 170 km nordväst om huvudstaden Aten. Kariá ligger 97 meter över havet och antalet invånare är 199.
Terrängen runt Kariá är varierad.Runt Kariá är det ganska glesbefolkat, med 21 invånare per kvadratkilometer. Närmaste större samhälle är Lamia, 19,2 km öster om Kariá. 